# Ancistrotropis
Ancistrotropis es un género de plantas con seis especies perteneciente a la familia Fabaceae.

## Taxonomía
El género fue descrito por Alfonso Delgado Salinas y publicado en American Journal of Botany 98(10): 1704. 2011.

## Especies aceptadas
A continuación se brinda un listado de las especies del género Ancistrotropis aceptadas hasta julio de 2011, ordenadas alfabéticamente. Para cada una se indica el nombre binomial seguido del autor, abreviado según las convenciones y usos.
- Ancistrotropis arrabidae (Steud.) A. Delgado
- Ancistrotropis clitorioides (Mart. ex Benth.) A. Delgado
- Ancistrotropis firmula (Mart. ex Benth.) A. Delgado
- Ancistrotropis peduncularis (Kunth) A. Delgado
- Ancistrotropis robusta (Piper) A. Delgado
- Ancistrotropis subhastata (Verdc.) A. Delgado